# Ауф дер Маур, Мелисса
Мелисса Ауф дер Маур (англ. Melissa Gaboriau Auf der Maur, точное произношение [ˌɔːf dər ˈmaʊər], род. 17 марта 1972 года, Монреаль, Канада) — канадская певица, музыкант, композитор и поэт-песенник, фотограф и актриса.
Родилась и выросла в Монреале, где в 1993 году создала группу Tinker, а годом позже была приглашена в качестве бас-гитаристки в американскую группу Hole, откуда ушла в 1999 году. В начале 2000 её позвали в турне группы Smashing Pumpkins на замену ушедшей бас-гитаристке Д’арси Рецки. После окончания турне занялась сольной карьерой. Её первый студийный альбом, Auf der Maur, увидел свет в 2004 году, а второй, Out of Our Minds, в 2010 году.

## Биография
Мелисса Ауф дер Маур родилась в семье журналиста и политика Ника Ауф дер Маура и литературной переводчицы Линды Гэборио. Она швейцарско-германского происхождения. Поскольку Ник Ауф дер Маур был канадцем, а Линда Габорио родилась в Бостоне, США, Ауф дер Маур имеет и канадское, и американское гражданство, а также швейцарское. Она говорит, что её бабушка, Терезия Шелин-Ауф дер Маур, «всегда вбивала её наследие ей в голову» и была очень горда своей фамилией, ведь она на грани исчезновения.
Родной язык для Ауф дер Маур английский, но она также говорит по-французски. В раннем детстве она некоторое время жила с матерью в Кении, но после нескольких приступов малярии они вернулись в Монреаль. Там Ауф дер Маур посещала школу FACE — среднюю школу исполнительских видов искусства, а затем продолжила учёбу в университете Конкордия, где изучала фотографию.

## Музыкальная карьера

### Hole
Ауф дер Маур подружилась с Билли Корганом после того, как пришла к нему за кулисы извиниться за приятеля, бросившего в группу пивную бутылку во время их первого выступления в Канаде, в 1991 году, в монреальском ночном клубе Les Foufounes Électriques. Позже, в 1993, её группа Tinker выступала на разогреве у Smashing Pumpkins во время их следующего приезда в Монреаль. Когда в 1994 году группе Hole понадобилась бас-гитаристка, после гибели Кристен Пфафф, Корган порекомендовал Кортни Лав Мелиссу. Сначала Ауф дер Маур отклонила предложение, но позже, убеждённая отцом и друзьями, передумала. Она присоединилась к Hole за две недели до фестиваля в Рединге, записала с группой альбом Celebrity Skin (1998) и ушла из Hole 20 октября 1999 года, когда истёк её пятилетний контракт.
В июне 2009 года Кортни Лав объявила в блоге NME, что Hole возобновляет деятельность, с Ауф дер Маур на бас-гитаре и Мико Ларкином на гитаре в будущем альбоме. Для самой Мелиссы это стало сюрпризом, и она ответила, что «нельзя вот так легко воспринять воссоединение Hole. Это потребует немного больше организационных моментов, чем просто сказать: „Я приду и спою на бэк-вокале, и получится Hole“».
Тем не менее, в апреле 2012 года Ауф дер Маур присоединилась к Hole, чтобы сыграть один-единственный концерт в составе 90-х годов (включающий её саму, Кортни Лав, Эрика Эрландсона и Патти Шемел) в Нью-Йорке во время рекламной кампании документального фильма Шемел Hit So Hard. Сначала Эрландсон, Шемел и Ауф дер Маур играли одни, затем на сцену вышла Лав и спонтанно исполнила песню Over the Edge.

### The Smashing Pumpkins
После того как Д’арси Рецки ушла из Smashing Pumpkins в 2000 году, Ауф дер Маур присоединилась к группе в качестве бас-гитаристки. Вокалист Билли Корган знал Мелиссу ещё со времён её участия в Tinker (группа выступала на разогреве у Smashing Pumpkins в Монреале во время их турне в поддержку альбома Siamese Dream), и они были приятелями. В альбомах Machina/The Machines of God и Machina II/The Friends & Enemies of Modern Music Мелисса не играла, но была частью группы во время турне в их поддержку.
2 февраля 2006 года сайт MTV.com сообщил, что Корган и Джимми Чемберлин возобновляют деятельность Smashing Pumpkins. В ответ на это Ауф дер Маур сказала в интервью: «Пока у Билли есть Джимми, я уверена, что он может сделать главную запись Pumpkins». На вопрос о её возможном возвращении в группу Мелисса ответила, что не участвует в каких бы то ни было планах по воссоединению, но добавила: «Я всегда к их услугам и готова играть свои любимые песни. Если Д’арси не сможет участвовать, я всегда буду рада стать второй в очереди». Тем не менее, 23 апреля 2007 года канадская газета The Globe and Mail сообщила, что Мелисса Ауф дер Маур к группе не присоединится.

### Другие сотрудничества
В 1997 году Ауф дер Маур некоторое время гастролировала с бывшим фронтменом группы The Cars Риком Оазеком после того, как приняла участие в записи его сольного альбома Troublizing в качестве бас-гитаристки и бэк-вокалистки.

В 2002 году она исполнила дуэтом с лидером французской группы Indochine Николя Сиркисом песню Le grand secret, имевшую огромный успех во Франции. Ауф дер Маур несколько раз выходила с группой на сцену исполнить песню, а также снялась в клипе на неё. 22 февраля 2002 года она отыграла эксклюзивный короткий акустический концерт, состоявший из некоторых её сольных песен, во время шоу Indochine в Париже.

Мелисса участвовала в качестве бас-гитаристки и бэк-вокалистки в альбоме друга детства Руфуса Уэйнрайта Poses (песня Evil Angel) и снялась в клипе 1998 года на песню April Fools.
В 2008 году она сотрудничала с канадским музыкантом Дэниэлом Виктором в его проекте Neverending White Lights, исполнив песню The World is Darker, клип на которую вышел в марте 2008 года.

Также она внесла вклад в альбомы таких исполнителей, как Райан Адамс, Бен Ли, групп Idaho, The Stills и Fountains of Wayne (бэк-вокал в песне Someone to Love из альбома Traffic and Weather).

### Hand of DoomиThe Chelsea
В 2002 году Мелисса Ауф дер Маур стала вокалисткой кавер-группы Hand of Doom, исполняющей песни Black Sabbath. Группа отыграла несколько концертов и выпустила «живой» альбом.

В том же году Мелисса, барабанщица Саманта Мэлони (тоже игравшая в Hole, а также в Mötley Crüe и с Peaches), Паз Ленчантин (группы A Perfect Circle и Zwan) и Radio Sloan (Peaches, The Need) собрались вместе, чтобы дать концерт в Лос-Анджелесе под названием The Chelsea, позаимствовав имя у знаменитого отеля Челси в Нью-Йорке, где многие годы жила Ауф дер Маур. Группа исполнила оригинальные композиции и несколько кавер-версий. Позже Кортни Лав позвала группу в турне в поддержку своего сольного альбома America’s Sweetheart. Из оригинального состава остались только Саманта Мэлони и Radio Sloan, а позже группа была переименована в The Courtney Love Band.

### Сольное творчество
В 2004 году выходит первый сольный альбом Мелиссы под названием Auf der Maur, синглы с которого — Followed the Waves, Real a Lie и Taste You — получили достаточно широкую ротацию на рок-радиостанциях. В том же году она появилась на телепередаче канала CBC The Greatest Canadian в качестве «адвоката» Дэвида Судзуки. Мелисса приняла участие в турне Love Metal в ноябре 2004 года, в котором также участвовала группа HIM, и в фестивале Curiosa в том же году. В 2004 году она выступала на разогреве во время турне канадского рок-музыканта Мэтью Гуда под названием Put Out Your Lights и у The Offspring во время турне Splinter.

В 2006 году журнал Blender включил её в список самых сексуальных женщин рока наряду с Джоан Джетт, Лиз Фэр и Кортни Лав.
В интервью 2007 года Ауф дер Маур сообщила, что закончила работу над своим вторым альбомом, вместе с которым увидят свет комикс и короткометражный концептуальный фильм, и всё это будет издано в конце 2009 года. Альбом будет выпущен под именем MAdM, тогда как комикс, фильм и сам альбом будут называться Out of Our Minds (или сокращённо OOOM). В августе 2007 года был открыт сайт xMAdMx.com, содержащий тизеры к проекту и трейлер к фильму. В 2008 году был записан дуэт с Гленном Данцигом, Father’s Grave, а 11 ноября 2008 года был издан EP …This Would Be Paradise (содержащий также песни The Key и Willing Enabler), который можно было купить на официальном сайте или в iTunes. 9 ноября 2009 года Мелисса бесплатно выложила на своём сайте первый сингл из грядущего альбома, одноимённую песню Out of Our Minds, а 12 января 2010 года там же состоялась онлайн-премьера клипа на эту песню.
Альбом вышел в марте 2010 года, и тогда же Мелисса сообщила, что короткометражный фильм Out of Our Minds будет показан в Лондоне 21 апреля. В июле 2010 года Ауф дер Маур приняла участие в двухдневном фестивале хеви-метала и хард-рока под названием Heavy MTL, проходившего в парке Жан-Драпо в Монреале. 4 октября 2010 года Мелисса презентовала на своём сайте второй клип из альбома на песню Meet Me On The Dark Side.

## Фотография
Мелисса Ауф дер Маур является также печатаемым фотографом, не забросив, несмотря на успех в музыке, своё первоначальное увлечение. Будучи студенткой университета Конкордия (в котором не доучилась всего один курс, согласившись играть в группе Hole), она специализировалась на автопортретах. Её снимки публиковались в таких журналах, как Nylon, Bust, Mastermind, American Photo и др. Её фотографии были частью выставки The Kids are Alright в Сотбис в Нью-Йорке вместе с фотографиями, сделанными Еленой Емчук. В 2001 году Мелисса подготовила персональную выставку под названием Channels (Каналы). В основном там были снимки жизни Ауф дер Маур в дороге, с повторяющейся темой телевидения и фотографии телеэкранов в гостиничных номерах (отсюда и название). Выставка открылась 9 сентября 2001 года в Secret Gallery в Бруклине, но после событий 11 сентября была закрыта. Книга с тем же названием готовилась к изданию, но так и не увидела свет.

## Личная жизнь
Мелисса замужем за режиссёром Тони Стоуном (он же снял фильм Out of Our Minds). 19 октября 2011 года она на своём сайте сообщила, что ждёт первого ребёнка, а чуть позже на той же неделе родила дочь, получившую имя Ривер.
Мелисса и Тони живут в городе Гудзон (Округ Колумбия, Нью-Йорк, США), где им принадлежит культурный центр под названием Basilica Hudson.

## Дискография

### Сольные альбомы
- 2004 — Auf der Maur
- 2010 — Out of Our Minds

### EP
- 2008 — …This Would Be Paradise
- 2009 — OOOM

### Синглы
- 2004 — Followed the Waves
- 2004 — Real a Lie
- 2004 — Taste You
- 2009 — Out of Our Minds
- 2010 — Meet Me on the Dark Side

## Фильмография
- 2010 — Out of Our Minds
- 2015 — Rammstein in Amerika

Кроме короткометражного фильма Out of Our Minds Мелисса снялась в нескольких фильмах в эпизодических ролях.

## Награды
Ауф дер Маур дважды, в 1999 и 2000 гг, выиграла Gibson Music Award в номинации Лучшая бас-гитаристка.

В январе 2011 года она получила награду в категории Инди/Альтернативная музыка/Хард-рок за альбом Out of Our Minds на Independent Music Awards.